# Pseudagrion camerunense
Pseudagrion camerunense är en trollsländeart som först beskrevs av Karsch 1899.  Pseudagrion camerunense ingår i släktet Pseudagrion och familjen dammflicksländor. Inga underarter finns listade i Catalogue of Life.
För denna flickslända är flera populationer från Gabon över Kamerun till Sierra Leone kända. Kanske har den en mer sammanhängande utbredning. Arten hittas i låglandet i våtmarker och nära vattendrag.
För beståndet är inga hot kända. Hela populationen anses vara stor. IUCN kategoriserar arten globalt som livskraftig.